# Silberrollen von Ketef Hinnom

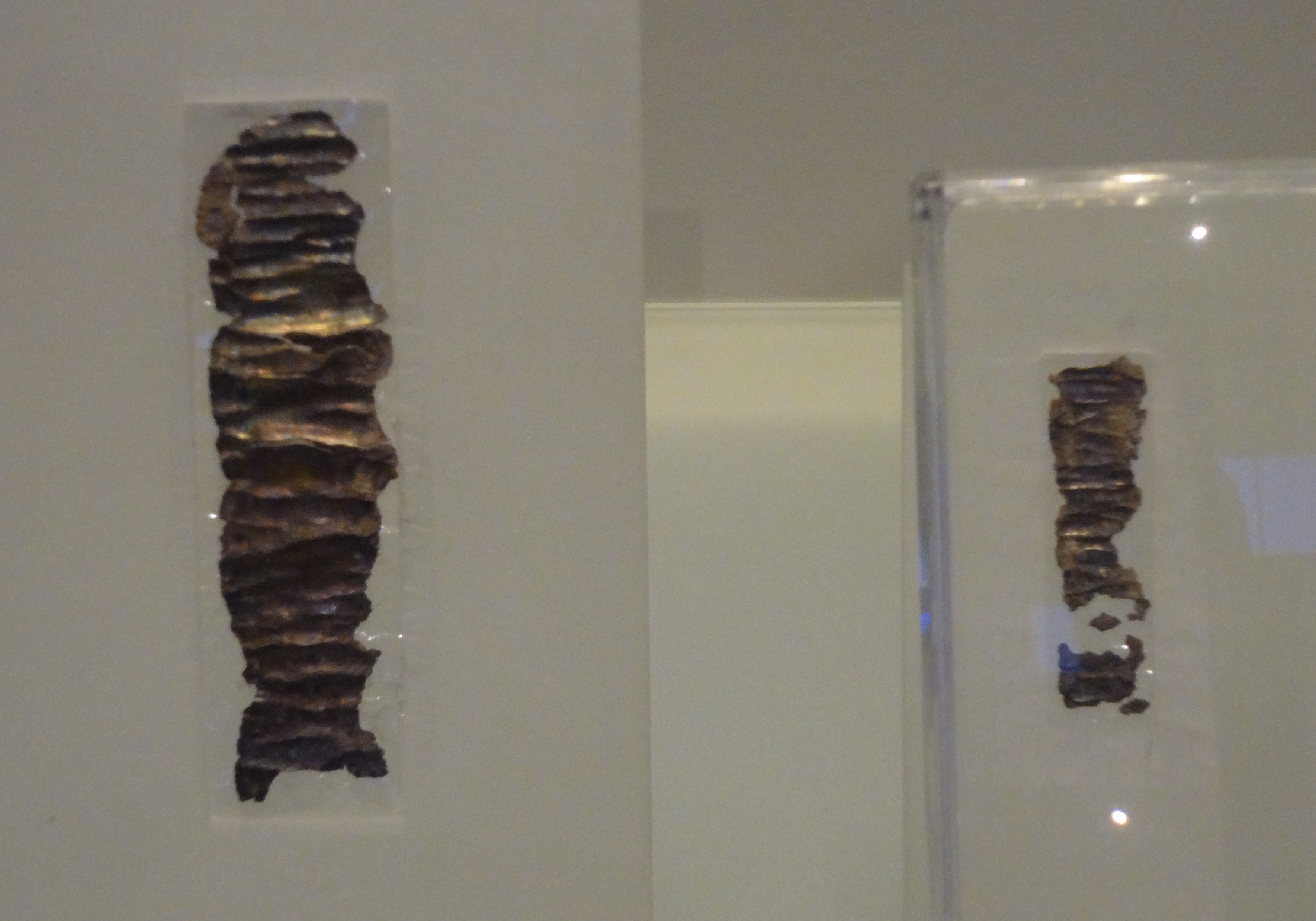
Silberrollen von Ketef Hinnom

Die Silberrollen von Ketef Hinnom sind zwei kleine Rollen aus Silberblech, die jeweils mittig über ein Loch verfügen, durch die sie an einem Band getragen werden konnten. Sie wurden 1979 in einem Knochenkasten in der Grabhöhle 24 von Ketef Hinnom nahe Jerusalem von einem Team unter der Leitung von Gabriel Barkay gefunden.
Sie enthalten jeweils einen Segensspruch in althebräischer Schrift, die Segenssprüchen aus dem Tanach ähneln. Sie sind die ältesten erhaltenen Schriftzeugnisse von bibelnahen Texten.

## Rollen
Die Rolle KH1 ist 27 × 97 mm groß, die Rolle KH2 nur 11 × 39 mm. Beide sind aus 99 % Silber und 1 % Kupfer gefertigt. Die Schrift weist Ähnlichkeiten zur Siloah-Inschrift auf.
Die Texte in den Rollen sind nur teilweise erhalten. KH1 umfasst 77 Buchstaben, wovon 17 nicht eindeutig lesbar sind. KH2 umfasst 49 Buchstaben, wovon 15 nicht eindeutig lesbar sind.
Der Segen in der ersten Rolle hat große Ähnlichkeit zu Gottes Segenszusage nach dem Ersten Gebot (Ex 20,6 , vgl. Dtn 5,10 , Dtn 7,9 , Dan 9,4  und Neh 1,5 ), die zweite zum Aaronitischen Segen (Num 6,24–26 ).

### KH1
| Zeile | Hebräische Transliteration | Deutsche Übersetzung                |
| ----- | -------------------------- | ----------------------------------- |
| 1     | -//יהו--                   | ..JHW (Gott)..                      |
| 2     | -----                      | -----                               |
| 3     | ------                     | ----- [der hält]                    |
| 4     | א]אב הבר]                  | das Gebot\Bund                      |
| 5     | -חסד לאה                   | Gnade denen, die ihn lieben         |
| 6     | ב/לשמרי-                   | ... und halten                      |
| 7     | ---בכ-                     | ... ? ...                           |
| 8     | -חהעלמש                    | ? ewig ?... od. mache hoch die Ruhe |
| 9     | בה--המכל-                  | ... ? ... von allen                 |
| 10    | -ומהרע-                    | ... und vom Übel ...                |
| 11    | כיבוגאל-                   | ... denn in ihm ist Erlösung ...    |
| 12    | הכי יהוה-                  | ...? denn JHWH                      |
| 13    | שימ/נמו                    | ... ? ? ...                         |
| 14    | כור יבר                    | ... ? es segne                      |
| 15    | [כ יהוה [ו                 | dich JHWH [und]                     |
| 16    | ישמרכ י                    | behüte dich                         |
| 17    | אר יהוה                    | es lasse leuchten JHWH              |
| 18    | [פ]נ[יו אלי]               | [sein Angesicht auf] ?              |
| 19    | [כ ויחנכ]------            | [dich] ?                            |

### KH2
| Zeile | Hebräische Transliteration | Deutsche Übersetzung     |
| ----- | -------------------------- | ------------------------ |
| 1     | --[הברו[כ                  | Es seg[ne] ..            |
| 2     | -א/וניהו-                  | ...? JHW (Gott)...       |
| 3     | -[ר-יה[ו                   | ? ... JH[W]...           |
| 4     | --ר/דעה-                   | ... ? Übel (?) ...       |
| 5     | -שיברכ                     | ? ...                    |
| 6     | יהוה ו                     | JHWH und                 |
| 7     | י]שמרכ]                    | behüte dich              |
| 8     | יאר \\ יה                  | Es lasse leuchten \\ JH- |
| 9     | וה] \\ פניו]               | [WH] \\ sein Angesicht   |
| 10    | אל]יכ וי]                  | auf dich und             |
| 11    | שמ לכ ש                    | gebe dir F-              |
| 12    | [לו[מ                      | ried[en]                 |
| 13    | ------                     | ...                      |
| 14    | ------                     | ...                      |
| 15    | --כמ--                     | ... ? ...                |
| 16    | ------                     | ...                      |
| 17    | -ור-נ-                     | ...?...?...              |
| 18    | ------                     | ...                      |

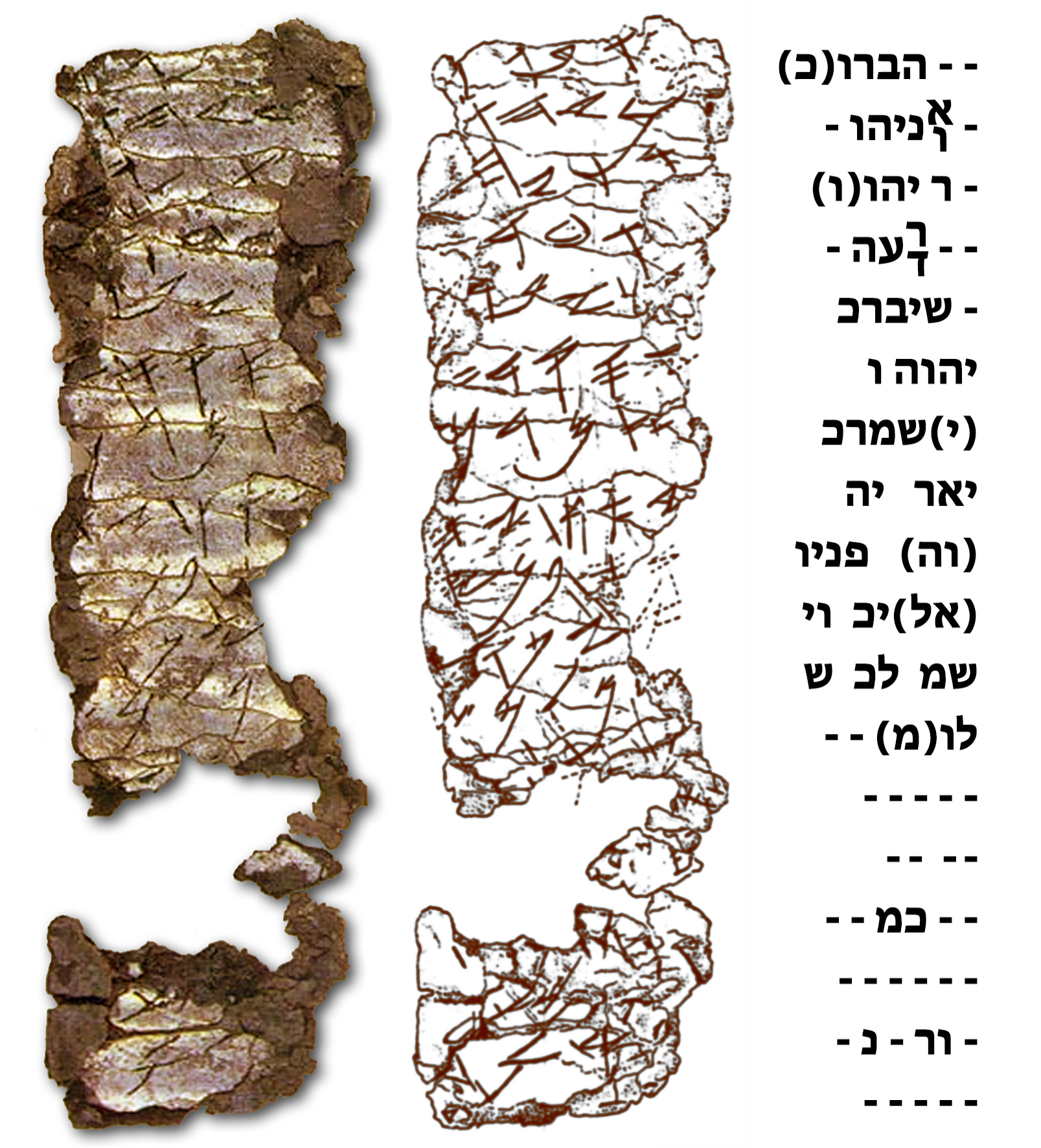
Silberrolle KH2

Der Text hat starke Parallelen zum Aaronitischen Segen in 4. Mose 6,24–26.
Die Zeilen 1-3 könnten aber auch heißen: "[D]u bist geseg[net Net]anjahu, Sohn des [Be]rechjah[u]..."
| Lutherbibel 1984                                                    | Masoretischer Text              |
| ------------------------------------------------------------------- | ------------------------------- |
| Der HERR segne dich und behüte dich.                                | יְבָרֶכְךָ יְהוָה וְיִשְׁמְרֶךָ               |
| Der HERR lasse sein Angesicht leuchten über dir und sei dir gnädig. | יָאֵר יְהוָה פָּנָיו אֵלֶיךָ וִיחֻנֶּךָּ        |
| Der HERR erhebe sein Angesicht über dich und gebe dir Frieden.      | יִשָּׂא יְהוָה פָּנָיו אֵלֶיךָ וְיָשֵׂם לְךָ שָׁלוֹם |

## Geschichte
Die von Barkay untersuchten Grabhöhlen, in denen die Rollen lagen, wurde von der Eisenzeit II(C) bis ins 1. Jahrhundert v. Chr. genutzt. Die meisten der über 1000 Fundstücke wurden ins 7. bis 5. Jahrhundert v. Chr. datiert, was eine Datierung der Silberrollen in die hellenistische oder hasmonäische Zeit unwahrscheinlich macht. Ob die beiden Silberrollen aber in die Zeit kurz vor dem Babylonischen Exil gehören (spätes 7./frühes 6. Jahrhundert) oder in die frühnachexilische Zeit (5. Jahrhundert) zu datieren sind, ist uneindeutig. So bestritten die deutschen Theologen Johannes Renz und Wolfgang Röllig die Datierung in das 7. Jahrhundert v. Chr. und hielten eine spätere Entstehung im 3. Jahrhundert für möglich. Demgegenüber bestätigten Untersuchungen der University of Southern California daraufhin, dass die Kunststücke tatsächlich bereits im 7. Jahrhundert v. Chr., einige Jahre vor der Eroberung Jerusalems 586/587 v. Chr.  angefertigt wurden.
Nach dem Fund 1979 dauerte es noch drei Jahre, bis die zerbrechlichen Stücke aufgerollt und die eingravierten Inschriften entziffert werden konnten.

## Deutung
Die Tatsache, dass die Objekte mit ihrem Loch als Anhänger getragen werden konnten, führte dazu, dass sie von Martin Leuenberger als apotropäische Amulette gedeutet wurden. „Sie sollten offensichtlich kraft der eingeritzten Worte Böses abwenden und Segen bewirken, … wurden also magisch verwendet.“ Dem gegenüber muss der enthaltene Segensspruch, der sprachlich als Jussiv formuliert ist Manfred Josuttis zufolge als ein „Anwünschen“ verstanden werden.
Die Deutung als Amulette, die sekundär Gräbern beigegeben wurden, lässt nun Leuenberger zufolge darauf schließen, dass der namentlich im Segensspruch genannte Gott JHWH schon zur Zeit der Beisetzung nicht nur als Herr des Lebens, sondern auch des Todes galt.